# Свірж (річка)
Свірж (інша назва — Свір) — річка в Західній Україні, в межах Львівського району, Львівської області та Івано-Франківського району, Івано-Франківської області. Ліва притока Дністра (басейн Чорного моря).

## Походження назви
За деякими припущеннями, Україна була прабатьківщиною германських народів, серед яких були також англосакси, котрі сліди свого перебування залишили в топоніміці, і одним з них є назва річки Свірж (пор. давн.-анг. swiera «шия», «яр»).

## Опис
Довжина 70 км, площа басейну 447 км². Похил річки 1,6 м/км. У верхів'ї долина V-подібна, нижче переважно трапецієподібна. Заплава двостороння, завширшки від 0,1 до 1 км. Річище звивисте, подекуди розгалужене, місцями випрямлене. Є стави (наприклад у селах Свіржі та Загір'ї).

## Розташування
Свірж бере початок з балки на схід від гори Камули (471,9 м), у межах горбистого пасма Гологори. Тече з півночі на південь і південний схід, впадає у Дністер на захід від села Тенетники.
Основна притока: Любешка (права).

## Цікаві факти
- По річці Свірж від села Прибинь аж до її впадіння в Дністер проходив кордон між Львівською і Галицькою землями Королівства Польського.
- При одному зі ставів, спорудженому на річці, стоїть відомий Свірзький замок.

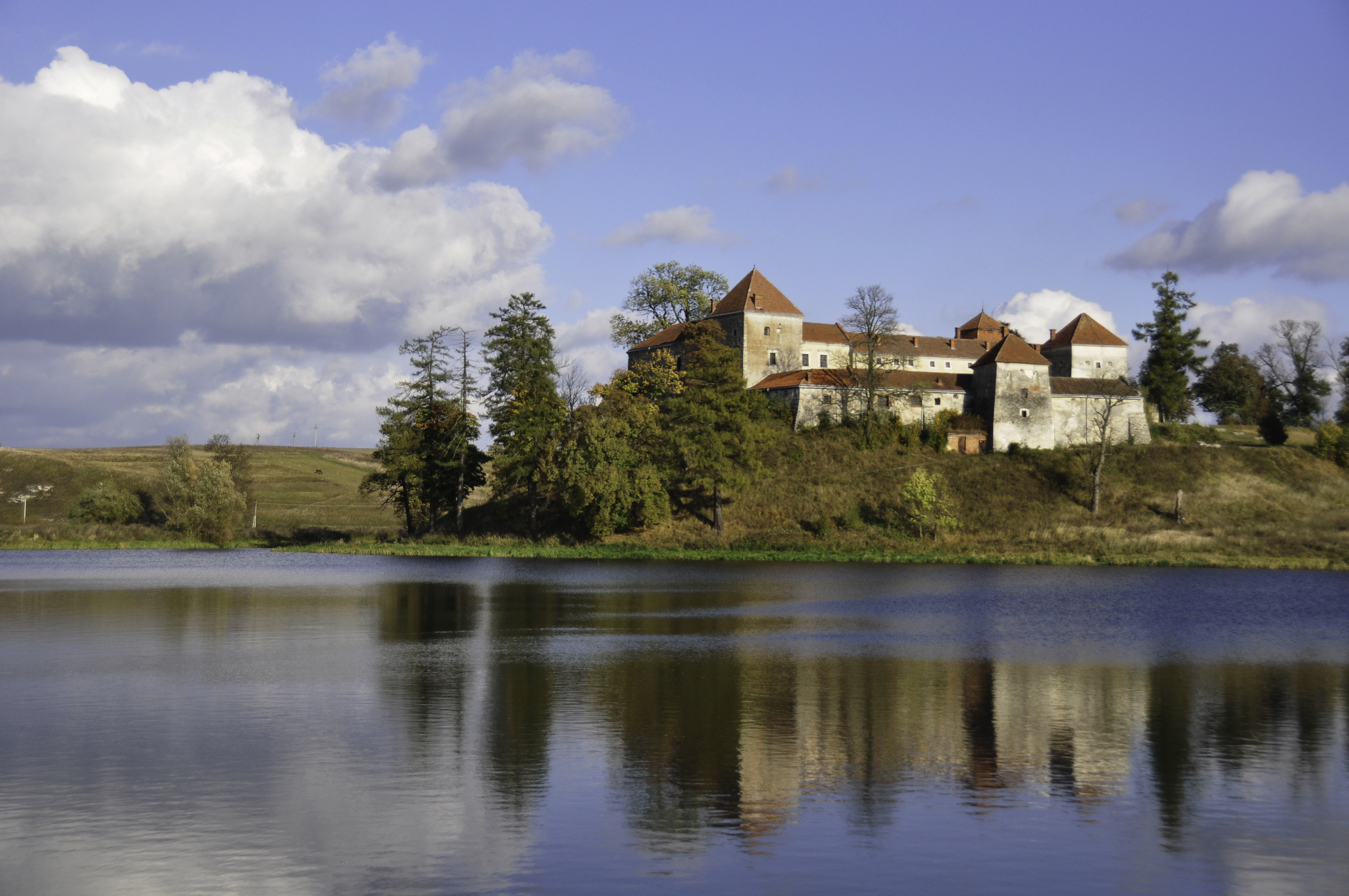
Став на Свіржі та Свірзький замок